# بيرين (الجزائر)
بيرين بلدة وبلدية تابعة لدائرة بيرين في ولاية الجلفة بالجزائر.

## الموقع الجغرافي
تبعد عن عاصمة الولاية بـ 140 كم. يحدها من الشمال بلدية عين بوسيف، ومن الجنوب بلديتا بن نهار وحد الصحاري. ومن الشمال الشرقي بلدية عين القصير، ومن الشرق بلديتا بوطي السايح (ولاية المسيلة) وحد الصحاري، ومن الغرب بن نهار وأولاد معرف. يمر بها الطريق الوطني رقم 40 الذي يربط بين شرق الوطن وغربه، والطريق الوطني رقم 89 (شمال - جنوب)، كما يحاذيها الطريق الوطني رقم 01.